# Similicaudipteryx
Similicaudipteryx là một chi khủng long, được He T. Wang X. L. & Zhou Z. mô tả khoa học năm 2008.